# Біла (присілок, Бокситогорський район)
Біла (рос. Белая) — присілок Бокситогорського району Ленінградської області Росії. Входить до складу Радогощинського сільського поселення.
Населення — 15 осіб (2012 рік).

## Населення
| 2007 | 2010 | 2017 |
| ---- | ---- | ---- |
| 19   | ↘17  | ↘12  |